# گمینا کورچو
گمینا کورچو (به لهستانی:  Gmina Korczew) یک گمینا در لهستان است که در شهرستان شدلتسه واقع شده‌است. گمینا کورچو ۱۰۵٫۱۴ کیلومتر مربع مساحت و ۲٬۷۹۶ نفر جمعیت دارد.